# كوفي أندرسون
كوفي أندرسون (بالإنجليزية: Coffey Anderson)‏ هو كاتب أغاني أمريكي، ولد في 1978.

## وصلات خارجية
- كوفي أندرسون على موقع ميوزك برينز (الإنجليزية)
- كوفي أندرسون على موقع ديسكوغز (الإنجليزية)